# 나는 대한민국
《나는 대한민국》은 KBS 1TV에서 2015년 6월 13일부터 2015년 8월 15일까지 방영된 한국방송공사의 텔레비전 프로그램이다.

## 기획 의도
광복 70주년을 맞아 세계가 주목하는 오늘의 대한민국을 축하하고 그 위상을 알리는 자발적 참여 프로젝트

## 방송 시간
| 방송 채널 | 방송 기간                        | 방송 시간                           |
| --------- | -------------------------------- | ----------------------------------- |
| KBS 1TV   | 2015년 6월 13일 ~ 2015년 8월 8일 | 매주 토요일 밤 8:00 ~ 9:00 (60분)   |
| KBS 1TV   | 2015년 8월 15일                  | 토요일 오후 4:45 ~ 저녁 6:00 (75분) |
| KBS 1TV   | 2015년 8월 15일                  | 토요일 저녁 7:45 ~ 9:00 (75분)      |
| KBS 2TV   | 2015년 8월 15일                  | 토요일 밤 9:15 ~ 10:40 (85분)       |

## 출연자
- 진행 : 최불암, 신동엽, 이승기, 이현주
- 출연자 : 이선희, 이승철, YB, 김연아, god, EXO, 송소희, 1945합창단, 연아합창단, 아침합창단, Bar.고성현, KBS 교향악단(지휘:여자경) 외

## 방송 회차
| 회차 | 방송일          | 제목 (원제)                       | 시청률(AGB)           |
| ---- | --------------- | --------------------------------- | --------------------- |
| 1    | 2015년 6월 13일 | 시작, 우리 만나는 날              | 4.6%                  |
| 2    | 2015년 6월 20일 | 흥나는 대한민국 - 해방둥이 합창단 | 5.8%                  |
| 3    | 2015년 6월 27일 | 신나는 대한민국 - 플래시          | 4.9%                  |
| 4    | 2015년 7월 4일  | 생각나는 대한민국 - 고향의 봄     | 4.1%                  |
| 5    | 2015년 7월 11일 | 너와 나는 대한민국                | 4.2%                  |
| 6    | 2015년 7월 18일 | 만나는 대한민국                   | 5.1%                  |
| 7    | 2015년 7월 25일 | 땀나는 대한민국                   | 4.6%                  |
| 8    | 2015년 8월 1일  | 흥나는 대한민국Ⅱ                  | 3.7%                  |
| 9    | 2015년 8월 8일  | 나는 대한민국, 다시 시작          | 3.7%                  |
| 10   | 2015년 8월 15일 | 나는 대한민국 본 공연             | 14.1%(1부), 9.5%(2부) |

## 논란

### 관제 행사 논란
전병헌 새정치민주연합 의원은 국정감사에서“KBS의 광복70주년 국민대합창 <나는 대한민국>은 정권 안정을 위한 거대한 대중조작 이벤트라는 평가를 받는 관제축제 ‘국풍81’의 재림이 아닐까 생각될 정도”라며 “광복 70주년 축제인가, 연임프로젝트인가?”라고 비판했는데 특히 48억 원에 달하는 대규모 예산이 투입되었다고 지적하며 “같은 날 정부가 광화문에 비슷한 성격의 축제를 준비했는데도 굳이 KBS가 공영방송으로서 천문학적인 액수를 들여 준비할 당위성이 충분했는지 의문”이라고 비판했다.

## 수상 경력
- 2015년 10월 '나는 대한민국'은 시청률 1위를 기록 하면서, 방송통신심의위원회가 주관하는 '이달의 좋은 프로그램' 상으로 수여 받아 광복 70년을 맞이하여 새로운 미래를 준비하는 국민대화합의 장으로 전 세대와 계층을 아우르는 합창 대축제를 마련함으로써, 사회통합에 기여하고, 대한민국의 미래에 대한 기운찬 메시지를 전달하는 등, 공영방송으로서의 역할에 충실했다는 호평을 받기도 했다.